# Radiossíntese
Radiossíntese é a captura e metabolismo teorizado, por organismos vivos, de energia proveniente de radiação ionizante, de forma análoga à fotossíntese. O metabolismo da radiação ionizante foi teorizado em 1956 pelo microbiologista russo Sergey Ivanovich Kuznetsov.
A partir da década de 1990, investigadores da Central Nuclear de Chernobil descobriram cerca de 200 espécies de fungos aparentemente radiotróficos contendo o pigmento melanina nas paredes da sala do reator e no solo circundante. Esses fungos "melanizados" também foram descobertos em áreas de grande altitude, pobres em nutrientes, expostas a altos níveis de radiação ultravioleta. 
Seguindo os resultados russos, uma equipe americana da Faculdade de Medicina Albert Einstein da Universidade Yeshiva, em Nova York, começou a fazer experiências com a exposição à radiação de melanina e fungos melanizados. Eles descobriram que a radiação ionizante aumentou a capacidade da melanina de suportar uma importante reação metabólica e que os fungos Cryptococcus neoformans cresceram três vezes mais rápido que o normal. [4] [5] A microbiologista Ekaterina Dadachova sugeriu que tais fungos poderiam servir como suprimento de alimento e fonte de proteção radiológica para astronautas interplanetários, que seriam expostos aos raios cósmicos.
Em 2014, o grupo de pesquisa americano obteve a patente de um método para aumentar o crescimento de microrganismos através do aumento do teor de melanina. Os inventores deste processo alegaram que seus fungos empregavam radiossíntese e levantaram a hipótese de que a radiossíntese pode ter desempenhado um papel no início da vida na Terra, ao permitir que fungos melanizados atuassem como autotróficos.
De outubro de 2018 a março de 2019, a NASA conduziu um experimento a bordo da Estação Espacial Internacional para estudar fungos radiotróficos como uma barreira potencial à radiação nociva no espaço. Os fungos radiotróficos também têm muitas aplicações possíveis na Terra, incluindo potencialmente um método de eliminação de resíduos nucleares ou o uso como biocombustível em grandes altitudes ou como fonte de nutrição.